# GQ Возничего
GQ Возничего (лат. GQ Aurigae) — одиночная переменная звезда в созвездии Возничего на расстоянии (вычисленном из значения параллакса) приблизительно 5810 световых лет (около 1781 парсека) от Солнца. Видимая звёздная величина звезды — от +17m до +10m.

## Характеристики
GQ Возничего — красная пульсирующая переменная звезда, мирида (M) спектрального класса M3. Эффективная температура — около 3294 К.